# ラ・パッショーネ
『ラ・パッショーネ』（La passione）は2010年のイタリアのコメディ映画。
監督はカルロ・マッツァクラティ、出演はシルヴィオ・オルランドとジュゼッペ・バッティストンなど。
スランプ中の中年の映画監督が、テレビドラマの人気若手女優が初主演する映画の監督・脚本と田舎町の年中行事である『キリストの受難（ラ・パッショーネ）』の芝居の演出という2つの仕事に翻弄される姿を描いている。
ジュゼッペ・バッティストンが第56回ダヴィッド・ディ・ドナテッロ賞と第66回ナストロ・ダルジェント賞の両方で助演男優賞を受賞している。
2010年9月に開催された第67回ヴェネツィア国際映画祭のコンペティション部門に出品された。
日本では2011年4月から5月にかけて開催された「イタリア映画祭2011」で上映された。

## ストーリー
ジャンニ・デュボワは5年間も映画を撮れていないスランプ中の映画監督である。エージェントからは新作のアイデアを提出するよう迫られているが、まともな案が浮かばずにいる。そんなある日、トスカーナの田舎町に所有している家が、法律で定められた保守を怠っていたために水道管が水漏れを起こし、町の貴重な文化財である16世紀の壁画を破損してしまう事故が起きる。議員と町長は、ジャンニを告発しない条件として、5日後に迫った町の年中行事である『キリストの受難（ラ・パッショーネ）』の芝居の演出を、これまで担当していた伯爵が亡くなったので、代わりに引き受けるように命じる。一方、エージェントの尽力でテレビドラマの人気若手女優フラミニア・ズバルバートの映画デビュー作の監督を任されることになり、早急にアイデアを提出するよう迫られる。2つの仕事を抱えて途方に暮れるジャンニだったが、偶然に出会った大道芸人のラミーロがジャンニを敬愛していることを知ると、彼を助手として雇い、芝居の演出を任せることにする。喜ぶラミーロは助手として献身的に働くが、ジャンニにやる気は全くない。その一方で、町のカフェで働くポーランド人女性カテリーナに興味を惹かれたジャンニは彼女をモデルに映画を撮ろうと考え始める。そんな中、フラミニアに呼び出されたジャンニは、彼女の初主演映画としてカテリーナをモデルに考えていたストーリーを語って聞かせるが、フラミニアから酷評されると、彼女の無教養さを指摘して怒らせて決裂、さらにはエージェントとの契約も切られてしまう。一方、町の芝居で使う衣裳を手に入れられずに困っていたラミーロは、これまで演出を担当していた伯爵の屋敷に忍び込んで衣裳を盗み出すが、警察に追われる身となり、ジャンニに別れを告げて町を出ていく。自暴自棄になったジャンニは、イエス・キリスト役に採用した、テレビの天気予報で有名な俳優マンリオ・アブルスカーティを大根役者と罵倒して怒らせてしまう。代役を立てるもののうまくは行かず、結局ジャンニがマンリオに謝罪して戻ってもらうことになったが、こだわりの強いマンリオが、背負って歩く十字架を重いものに変えたために、本番直前で足を滑らせて怪我をしてしまう。様々なトラブルに見舞われ、ジャンニは逃げ出してしまうが、そんな中で本番が始まる。そこでジャンニが目にしたのはキリストを演じているラミーロの姿だった。肥満体の上、芝居中に自らの体重で椅子が壊れる失敗で、ラミーロは観客から笑われるが、逮捕されることを覚悟の上で戻ってきたラミーロの演技は真に迫っており、ジャンニをはじめ、町の人々を感動させる。そして、マグダラのマリア役で出演していたカテリーナの姿に触発されたジャンニは、フラミニアに語って聞かせたストーリーの続きを書き始める。

## キャスト
- ジャンニ・デュボワ: シルヴィオ・オルランド - スランプ中の映画監督。
- ラミーロ・カロマン: ジュゼッペ・バッティストン - 大道芸人。元泥棒の前科者。ジャンニの助手に。
- デル・ジアンダ: マルコ・メッセーリ（イタリア語版） - ジャンニを告発する代わりに芝居の演出を強要する議員。ユダ役。
- マンリオ・アブルスカーティ: コッラード・グッツァンティ（イタリア語版） - 天気予報で有名な俳優。イエス・キリスト役。
- カテリーナ: カシア・スムトゥニアク - カフェのポーランド人店員。マグダラのマリア役。
- フラミニア・ズバルバート: クリスティーナ・カポトンディ - テレビドラマの人気女優。
- 町長: ステファニア・サンドレッリ

## 受賞歴
| 賞                                   | 部門           | 対象                                                                                  | 結果       |
| ------------------------------------ | -------------- | ------------------------------------------------------------------------------------- | ---------- |
| 第56回ダヴィッド・ディ・ドナテッロ賞 | 助演男優賞     | ジュゼッペ・バッティストン                                                            | 受賞       |
| 第56回ダヴィッド・ディ・ドナテッロ賞 | 衣裳賞         | フランチェスカ・サルトーリ                                                            | ノミネート |
| 第56回ダヴィッド・ディ・ドナテッロ賞 | メイクアップ賞 | ジャンフランコ・メカッチ                                                              | ノミネート |
| 第66回ナストロ・ダルジェント賞       | 助演男優賞     | ジュゼッペ・バッティストン ※『星の子どもたち』『Senza arte né parte』の演技と合わせて | 受賞       |
| 第66回ナストロ・ダルジェント賞       | 衣裳賞         | フランチェスカ・サルトーリ                                                            | ノミネート |